# Tatiana Malinina
Tatiana Malinina (Novosibirsk, 28 januari 1973) was een in de Sovjet-Unie geboren kunstschaatsster en vertegenwoordigde later Oezbekistan bij internationale wedstrijden. Ze nam tweemaal deel aan de Olympische Spelen, maar won hierbij geen medailles.
Malinina was actief als soliste en trainde in haar laatste actieve jaren samen met Roman Skorniakov, sinds 2000 haar echtgenoot, in Praag en Dale City (Virginia, Verenigde Staten). Eerder trainden ze beide tot zijn overlijden bij Igor Ksenofontov.
Tatiana Malinina nam tien opeenvolgende jaren deel aan de wereldkampioenschappen kunstschaatsen (van 1993-2002), deze jaren werd ze ook nationaal kampioene van Oezbekistan. Op het WK van 1999 eindigde ze eenmalig in de top tien, ze werd vierde, nadat ze eerder dat jaar het eerste Vier Continenten Kampioenschap op haar naam had geschreven, haar én Oezbekistans enige podium plaats op een internationaal kampioenschap.

## Belangrijke resultaten
| Kampioenschap                | 1993 | 1994 | 1995 | 1996 | 1997 | 1998 | 1999 | 2000 | 2001 | 2002 |
| ---------------------------- | ---- | ---- | ---- | ---- | ---- | ---- | ---- | ---- | ---- | ---- |
| Olympische Spelen            |      |      |      |      |      | 8e   |      |      |      |      |
| Wereldkampioenschap          | 31e  | 21e  | 22e  | 13e  | 17e  | 14e  | 4e   | 18e  | 13e  | 15e  |
| Viercontinentenkampioenschap |      |      |      |      |      |      | Goud | 7e   | 4e   | 10e  |
| Nationaal Kampioenschap      | Goud | Goud | Goud | Goud | Goud | Goud | Goud | Goud | Goud | Goud |